# Afroxyrrhepes
Afroxyrrhepes är ett släkte av insekter. Afroxyrrhepes ingår i familjen gräshoppor.
Kladogram enligt Catalogue of Life:
| Afroxyrrhepes | \| \| Afroxyrrhepes acuticercus \| \| \| \| \| \| Afroxyrrhepes brevifurca \| \| \| \| \| \| Afroxyrrhepes luteipes \| \| \| \| \| \| Afroxyrrhepes obscuripes \| \| \| \| \| \| Afroxyrrhepes procera \| \| \| \| |
|               | \| \| Afroxyrrhepes acuticercus \| \| \| \| \| \| Afroxyrrhepes brevifurca \| \| \| \| \| \| Afroxyrrhepes luteipes \| \| \| \| \| \| Afroxyrrhepes obscuripes \| \| \| \| \| \| Afroxyrrhepes procera \| \| \| \| |
|               | Afroxyrrhepes acuticercus |
|               | |
|               | Afroxyrrhepes brevifurca |
|               | |
|               | Afroxyrrhepes luteipes |
|               | |
|               | Afroxyrrhepes obscuripes |
|               | |
|               | Afroxyrrhepes procera |
|               | |